# Riverbend (Alma)
Pour les articles homonymes, voir Riverbend.
Riverbend est un quartier de la ville d'Alma au Québec depuis son annexion en 1962.

## Histoire

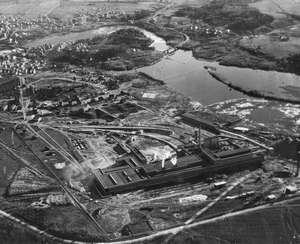
Usine de Riverbend, 1928

Situé aux abords d'un coude de La Petite Décharge sur île d'Alma, Riverbend est au départ une ville industrielle fondée par la Price Brothers and Company le 4 mars 1925 pour accueillir des travailleurs et des cadres anglophones.
Débutés dès la fin de 1923 sur un territoire de la paroisse Saint-Joseph-d'Alma, les travaux comprennent la construction d'une papeterie d'une capacité initiale de 200 tonnes ainsi que d'une zone urbaine, dont les coûts totaux frisent le trois-quarts de million de dollars. Comme dans toutes les villes de compagnie, les résidents de Riverbend bénéficient de plusieurs services exclusifs, car toutes les résidences appartiennent à Price Brothers. En fait, cette dernière est propriétaire de tout : maisons, système d'égout et d'aqueduc. Une filiale, la Riverbend company, s'occupe de la gestion de ces bâtiments. La Price Brothers organise aussi de multiples activités communautaires et sportives qui regroupent autant les catholiques que les protestants.
Tout au long de son histoire, soit jusqu'en 1962, une certaine ségrégation spatiale a eu cours à Riverbend. Ainsi, les cadres importants, dont le gérant, habitent d'imposantes maisons regroupées le long de la rivière Petite Décharge. Les cadres intermédiaires et administratifs bénéficient de maisons de taille intermédiaire, tandis que les cadres inférieurs ainsi que quelques employés demeurent sur la rue McNaughton, dans de petites maisons très rapprochées les unes des autres.
Depuis la fusion de 1962 avec Naudville, Alma et Isle-Maligne, Riverbend est devenu un quartier francophone où les vieilles maisons de style anglais sont en très bon état.

## Liste des maires de Riverbend entre 1925 et 1962
- 1925-1933 : E. A. Ricken
- 1933-1939 : Georges McNaughton
- 1939-1943 : N. F. Mc Caghey
- 1943-1947 : C. H. Sissons
- 1947-1954 : E. A. Reed
- 1954-1962 : R. M. Maloney